# Merens (Arieja)
Merens o Merenç (en francès i oficialment Mérens-les-Vals, en occità Merens) és un municipi francès de la regió d'Occitània, al departament de l'Arieja. Es troba a l'alta vall del riu Arieja o vall d'Acs, identificada per alguns amb el Sabartès. Històricament forma part de la regió occitana del país de Foix.